# سعيد راشد يعقوب
سعيد راشد يعقوب (ولد في 7 نوفمبر 1996 في المنامة، البحرين) لاعب كرة قدم بحريني يجيد اللعب في مركز الوسط المحوري. يلعب حاليا لصالح الحالة البحريني منذ 2022.